# Bodegas Ysios

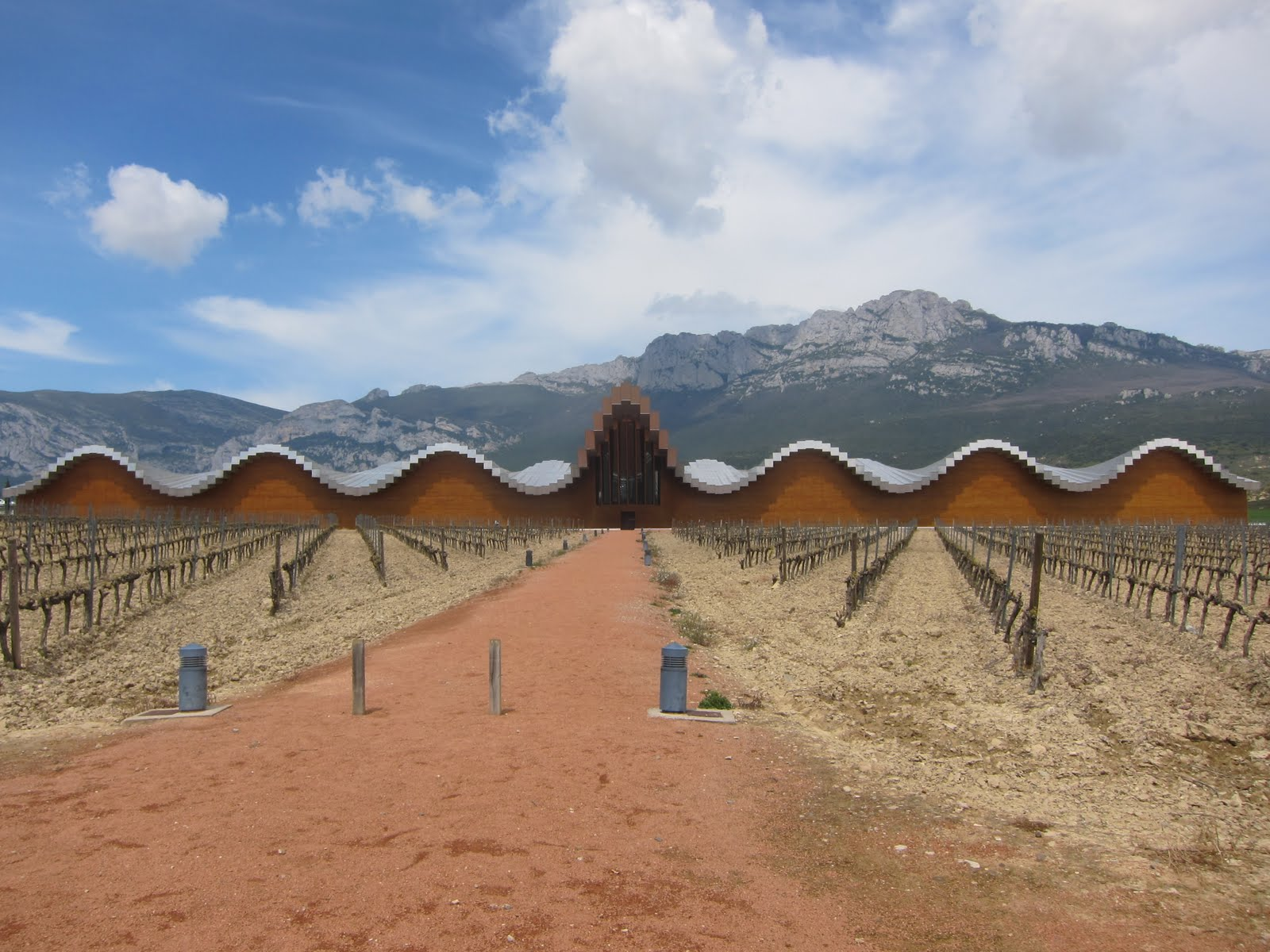
Das Kellereigebäude

Bodegas Ysios ist eine spanische Weinkellerei in Laguardia im Norden der iberischen Halbinsel. Die Rebflächen des Guts liegen an der Weinstraße im Weinbaugebiet Rioja Alavesa, die den Status einer Denominacion de Origen hat. Das Kellereigebäude gehört zu den Avantgardegebäuden der Weinarchitektur.

## Architektur
Das Kellereigebäude wurde vom valencianischen Architekten Santiago Calatrava entworfen und durch Ferrovial ausgeführt. Auftraggeber war Pernod Ricard (Bodegas Domecq). Das Gebäude ist so konzipiert, dass es sich in die hügelige Landschaft der Sierra de Cantabria integriert. Der Bau der Kellerei wurde 1998 begonnen und 2001 eingeweiht. Das Gebäude ruht auf zwei Stahlbetontragwänden die sich in einem Abstand von 26 Metern auf einer Gesamtlänge von 196 Metern voneinander erstrecken. Diese Wände sind durch vertikale Leisten aus mit Kupfersalzen behandeltem Holz verbunden, die Sinus und Kosinus förmig an eine Reihe von liegenden Fässern erinnern. Das Dach ist aus Holzbalken gefertigt, die auf den Seitenwänden ruhen. Diese nehmen die wellenförmige Oberfläche als Motiv auf. Das hierfür verwendete Material ist mit einer Aluminium-Außenverkleidung versehen, die mit dem Holz der Wände kontrastiert. Im Inneren der Kellerei setzt sich die avantgardistische Gestaltung des Exterieurs fort.

## Unternehmen
Zur Weinkellerei gehören 65 ha eigene Weinbauflächen, die überwiegend mit Tempranillo bestockt sind. Für die Holzfasslagerung stehen 2500 Barrique-Fässer (barrica bordelesa) zur Verfügung. Das Flaschenlager zur Nachreifung der Reservas fasst 1000000 Flaschen. Der selbständige Önologe Hervé Romat berät die Kellerei bei der Weinherstellung.

## Galerie

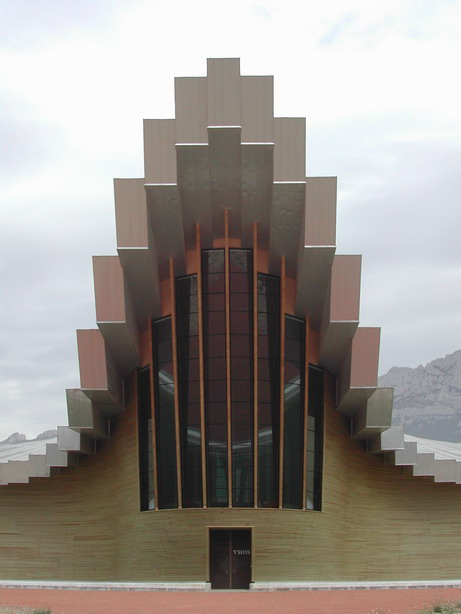
Eingangsbereich der Kellerei
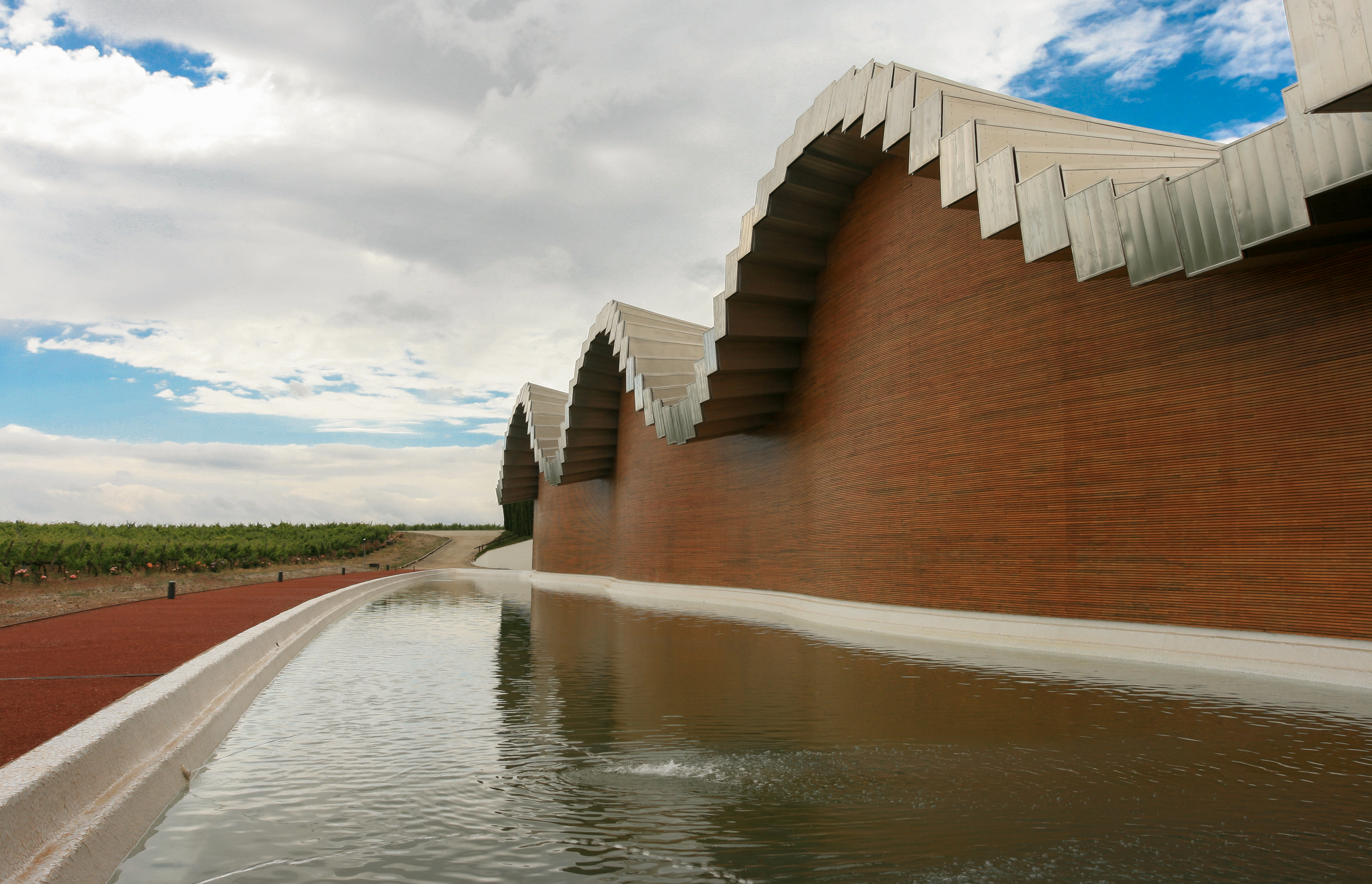
Südfassade des Kellereigebäudes
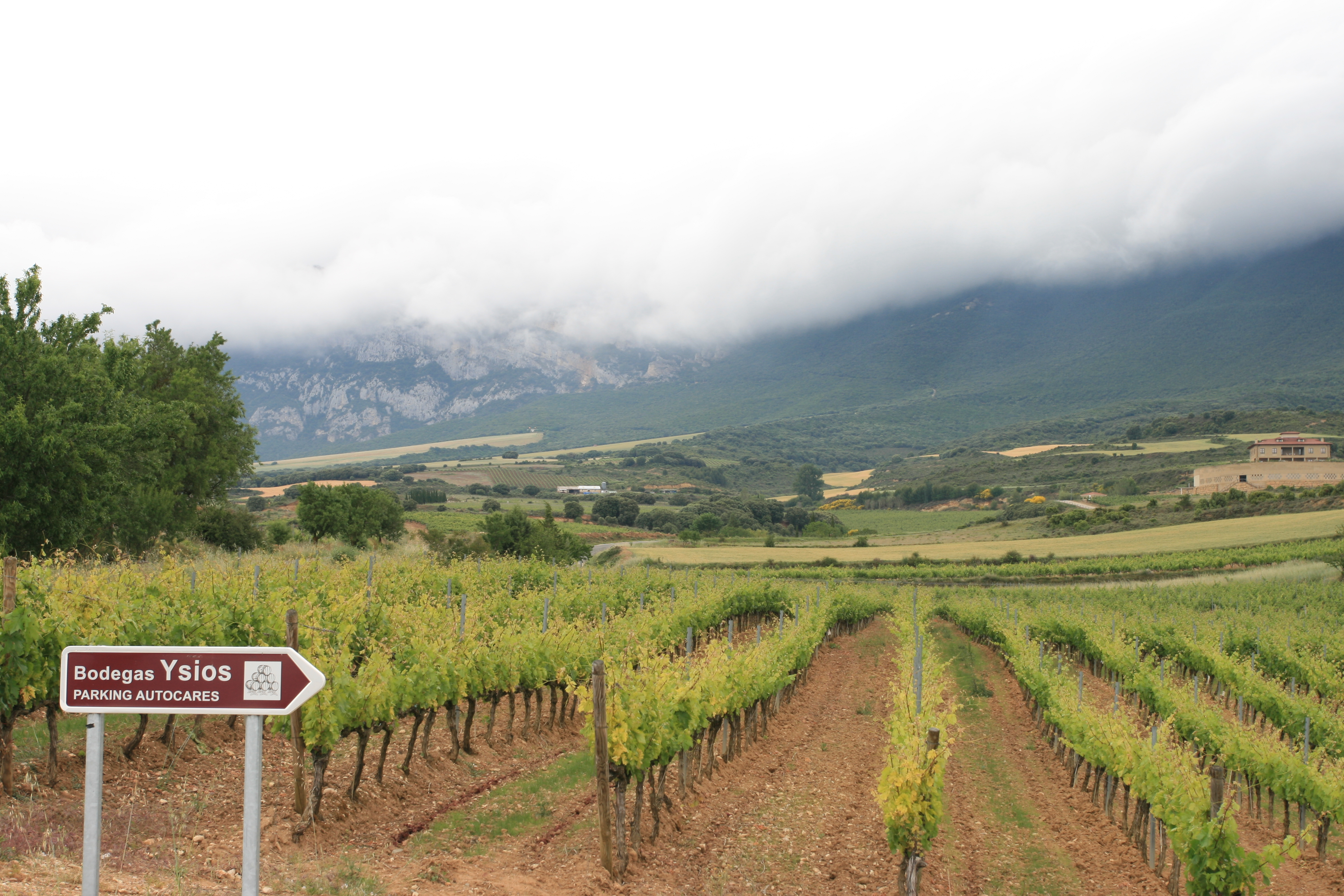
Weinreben des Bodegas Ysios